# Философия литературы
Философия литературы — дисциплина, изучающая онтологические, эпистемологические, аксиологические, этические свойства феномена литературы.
Если литературоведение и литературная критика не могут ставить вопросы о своих основаниях, то в рамках философских подходов к интерпретации литературы возможна рефлексия оснований филологии, что расширяет её как методологически, так и яснее намечает цели дальнейшей работы филологов.
Тогда как литература пытается с помощью философских средств прояснить свою сущность, философия с помощью литературы через философские романы и философскую поэзию пробует лучше понять свои проблемы. Многие философы писали художественные произведения (Лукреций, Томас Мор, Вольтер, Камю), часто от них они только и остались(как в случае «Диалогов» Платона), что подчеркивает важность литературной формы для философии

## Проблемы
Вопрос об отличии литературы от не-литературы один из фундаментальных в рамках философии литературы, как и отличие литературно-художественного текста от текста не-художественного, вымысла от реальности.
Есть также проблемы в выделении и классификации литературных приемов, определении социальной роли литературы, потребности наличия в ней этических предписаний, различия хорошей и плохой литературы.

## Направления

### Романтизм
Романтическая философия отдавала приоритет творцу художественного слова, который должен был интуитивно раскрывать мир. Романтическое слово творит мир, отчего часто мир понимался лишь как продукт воли говорящего «Я». Романтизм ставил литературу на вершину средств познания мира, многие романтические философы писали в то же время художественные произведения(Якоби, Новалис, Шеллинг, Гёте), которые ими часто считались более важными, нежели трактаты классической формы

### Марксизм
Марксистское понимание литературы выросло из литературного реализма, их объединяет требование от писателя передавать социальную жизнь людей, создавать литературную типологию общества, двигать мир к прогрессу через разоблачения эксплуатации и угнетения. Если в советском соц-реализме эта тенденция выродилась в идеологизированный поток произведений низкого качества, то в западном авангарде(Брехт, Арагон, Сартр) та же политическая ангажированность создавала новые формы литературного производства

### Рецептивная эстетика
Близкая к феноменологическому и герменевтическому проектам философии, рецептивная эстетика является по сути феноменологией литературы, изучающий от первого лица процессы чтения и творчества, придающая большое значения индивидуальной интенции.

### Структурализм
Появившись как стремление изучать литературу объективно, структурализм применял для этого методы структурной лингвистики, семиотики. В постмодернизме же произошёл отказ от претензий структурализма на научность, изучение литературы стало пониматься как бесконечный и неисчерпаемый процесс игры, деконструкции, раскрытия новых смыслов «открытого произведения»

## Русская традиция философии литературы
Со времен Белинского и Чернышевского в России была сильна связь литературы и философии, которая особенно возросла в русском формализме, имевшем международное влияние, как и русская школа семиотики.
Русская религиозная философия также влияла на литературный процесс, выдвинув таких философов литературы как Бахтин и Аверинцев
Если формализм и религиозная философия были разрывом с традиционно социально-критическим русским философским литературоведением 19 века, то советский марксизм в лице Луначарского, Лифшица и пр. сделал их главным господствующим течением в русском литературоведении 20 века, несмотря на отсутствие международного влияния уровня его конкурентов.